# Sarit Kraus
Sarit Kraus (en hebreo: שרית קראוס‎ ; Jerusalén, 1960) es profesora de informática israelí en la Universidad Bar-Ilan de Israel. Fue nombrada profesora ACM Athena 2020-2021 reconociendo sus contribuciones a la inteligencia artificial, en particular a los sistemas multiagente, la interacción humano-agente, los agentes autónomos y el razonamiento no monótono, además de una contribución y liderazgo ejemplares en estos campos.

## Trayectoria
Sarit Kraus nació en Jerusalén, Israel. Completó su doctorado en Ciencias de la Computación en la Universidad Hebrea en 1989 bajo la supervisión de Daniel Lehmann. Está casada con Yitzchak Kraus y tiene cinco hijos.

## Contribuciones
Kraus ha realizado contribuciones muy influyentes en numerosos subcampos, sobre todo en sistemas multiagente (incluidas personas y robots) y razonamiento no monótono. Una de sus contribuciones importantes es la negociación estratégica. Su trabajo en esta área es uno de los primeros en integrar la teoría de juegos con la inteligencia artificial. Además, inició una nueva investigación sobre agentes automatizados que negocian con las personas y estableció que estos agentes deben evaluarse mediante experimentos con humanos. En particular, ha desarrollado Diplomat, el primer agente automatizado que negoció de manera competente con las personas. Este fue seguido por otros agentes que interactúan bien con las personas al integrar el enfoque de toma de decisiones cualitativas con herramientas de aprendizaje automático, para enfrentar el desafío de que las personas sean racionales. Con base en el trabajo de Kraus, otros han comenzado a desarrollar agentes automatizados que negocian e interactúan con las personas. En consecuencia, el trabajo de Kraus se ha convertido en el estándar de oro para la investigación en negociación, tanto entre agentes automatizados como entre agentes y humanos. Este trabajo ha provocado la curiosidad de otras comunidades y fue publicado en revistas de ciencia política, psicología y economía.
Otra contribución influyente de Kraus es la introducción de una dimensión de individualismo en el campo de múltiples agentes mediante el desarrollo de protocolos y estrategias para la cooperación entre agentes interesados, incluida la formación de coaliciones. Esta visión difería radicalmente del enfoque de agentes totalmente cooperativos, comúnmente sostenida entonces por la comunidad de múltiples agentes (entonces llamada inteligencia artificial distribuida). El individualismo es necesario para restringir de manera confiable el comportamiento en entornos abiertos, como los mercados electrónicos.
Junto con Barbara J. Grosz de Harvard, Kraus desarrolló una teoría de referencia para la planificación colaborativa (un modelo TeamWork) llamada SharedPlans, que proporciona especificaciones para el diseño de agentes capaces de colaborar y un marco para identificar e investigar cuestiones fundamentales sobre la colaboración. Especifica las condiciones mínimas para que un grupo de agentes tenga un objetivo conjunto, los procedimientos de toma de decisiones grupales e individuales que se requieren, la forma en que los estados y planes mentales de los agentes pueden evolucionar con el tiempo y otras diversas relaciones importantes entre los agentes, p. Ej., compañeros de equipo, subcontratistas, etc. Dada la amplitud de los SharedPlans y sus rigurosas especificaciones, ha sido la base de muchos otros trabajos y ha sido ampliamente adoptado en otros campos (por ejemplo, robótica o interacción hombre-máquina).
Kraus también es muy reconocida por su contribución al área del razonamiento no monótono. Es la primera autora de uno de los artículos más influyentes del área (KLM). Dentro de la comunidad lógica dominante, la semántica “KLM” ha tenido probablemente el mayor impacto. Según su entrada en DBLP Kraus cuenta con 131 colaboradores de todo el mundo y de diferentes disciplinas. Es autora de una monografía sobre negociaciones y coautora de dos libros adicionales.
Las soluciones de Kraus han enriquecido a la comunidad de investigadores, pero también han dado frutos prácticos. Su investigación ha inducido el diseño y la construcción de sistemas del mundo real, que han transformado conceptos académicos en realidad. Kraus, junto con Tambe y Ordóñez de la USC, desarrollaron un enfoque innovador de políticas aleatorias para aplicaciones de seguridad. El innovador algoritmo, que combina teoría de juegos y métodos de optimización, mejora el estado del arte en seguridad de robótica y sistemas multiagente, y se utiliza en la práctica en el Aeropuerto Internacional de Los Ángeles desde 2007. Su investigación fundamental en el área de modelos formales de colaboración se utiliza en tecnología de simulación industrial de vanguardia y herramientas de apoyo en equipo. Su trabajo en el desarrollo del terapeuta del habla virtual de Sheba está siendo utilizado actualmente para tratamiento por varios HMO israelíes. 
El entorno del juego Coloured Trails que desarrolló junto con el profesor Grosz de Harvard proporciona una plataforma para que los investigadores lleven a cabo estudios de toma de decisiones y ahora es ampliamente utilizado por investigadores de docenas de universidades, así como para entrenar astronautas. Otros de sus proyectos interesantes y recientes incluyen sistemas de construcción que negocian y discuten de manera competente con las personas: su investigación sobre agentes sensibles a la cultura ha dado como resultado el desarrollo de numerosos agentes para la colaboración entre culturas, con éxito demostrable en la interacción con cientos de personas en Estados Unidos. el Lejano Oriente y el Medio Oriente --- todos creyendo que interactuaron con una persona, sin reconocer que en realidad era un agente. Su trabajo con seres humanos virtuales ha llevado al desarrollo de un sistema para que la policía israelí capacite a los agentes del orden para entrevistar a testigos y sospechosos. Aquí, se desarrollaron modelos psicológicos virtuales del sospechoso, lo que condujo a respuestas diversificadas del sospechoso virtual. Recientemente, ha desarrollado un agente inteligente que da soporte a un operador que trabaja con un equipo de robots autónomos de bajo costo. Finalmente, junto con el centro de GM israelí, se ha desarrollado un sistema de persuasión que genera consejos para los conductores con respecto a varias decisiones diferentes que involucran objetivos en conflicto.

## Premios
- 1995 Premio IJCAI -95 Computación y Pensamiento. El premio es otorgado por la organización IJCAI cada dos años a un ”científico joven destacado” [8]
- Becario AAAI 2002[9]
- Premio de Investigación de Agentes Autónomos ACM / SIGART 2007. El premio lo otorga ACM SIGART, en colaboración con IFAAMAS, a la excelencia en la investigación en el ámbito de los agentes autónomos[10]
- Premio IFAAMAS Influential Paper 2007 con Barbara Grosz (ganadora conjunta)[11]
- Becario ECCAI 2008[12]
- 2009 Menciones especiales de la ciudad de Los Ángeles por la creación del sistema de programación de seguridad ARMOR[13]
- 2010 “Mujeres del año” de Emuna[14]
- Premio EMET 2010[15]
- 2012 elegido miembro de la Academia Europaea[16]
- Premio IFAAMAS Influential Paper Award 2014 con Onn Shehory[17]
- Becario ACM 2014. "Para contribuciones a la inteligencia artificial, incluidos los sistemas de agentes múltiples, la interacción hombre-agente y el razonamiento no monótono " [18]
- 2020 ACM 2020-2021 ACM Athena Conferencista. "Por contribuciones fundamentales a la inteligencia artificial, en particular a los sistemas de múltiples agentes, interacción humano-agente, agentes autónomos y razonamiento no monótono, y servicio y liderazgo ejemplares en estos campos". [19]